# Márcia Imperator
Márcia Imperator (Boa Vista da Aparecida, 1º de março de 1974) é uma atriz pornográfica brasileira.

## Carreira
Passou a primeira infância no interior de São Paulo e ainda antes de completar dez anos partiu com a família num fusca para o interior do Rio Grande do Sul, onde trabalhou na roça. Fugiu de casa com 13 para 14 anos, casou e quando tinha 15 anos nasceu a primeira das três filhas.
Aos 21 anos veio para Florianópolis, onde trabalhou de faxineira, babá, garçonete, ajudante de cozinha e em alguns programas de auditório.
Morando em São Paulo, trabalhou com Sérgio Mallandro, fez episódios do Zorra Total e se inscreveu no BBB.
Ficou famosa por participar do quadro "Teste de Fidelidade" do programa Eu Vi na TV, transmitido no Brasil pela RedeTV!.
Em 2015, desfilou pela escola de samba Acadêmicos do Tucuruvi.
Já posou nua 6 vezes e atuou em mais de 15 filmes pornográficos. Em 2019, virou professora de curso online de sexo. Atualmente, tem um perfil no site Close Friends. Em 2022, criou um perfil no site Privacy.

## Vida pessoal
Márcia tem 3 filhas e 1 neto, chamado Dominic.